# Chromatomyia nervi
Chromatomyia nervi este o specie de muște din genul Chromatomyia, familia Agromyzidae, descrisă de Erich Martin Hering în anul 1956.
Este endemică în Germania. Conform Catalogue of Life specia Chromatomyia nervi nu are subspecii cunoscute.